# Marie Arena
Marie Arena (17 de diciembre de 1966) es una política belga que ha servido como diputada al Parlamento Europeo desde 2014. Es miembro del Partido Socialista valón, parte del Partido de los Socialistas Europeos.

## Honores
- Bélgica: Orden de Leopoldo (2010).[3]